# Giorgio Ambrosini
Giorgio Ambrosini (nacido en 1890) fue un fabricante italiano de automóviles, fundador de la empresa turinesa Siata.

## Semblanza
Ambrosini nació en 1890 en Fano, una pequeña localidad del Piamonte, aunque su familia se trasladó al poco tiempo a Turín. En 1914 diseñó un automóvil y fundó una empresa en la ciudad para fabricarlo bajo la marca Vittoria. El modelo disponía de un motor V4 monobloque con válvulas laterales, de 3176 cm³ de cilindrada y 30 caballos de potencia. La transmisión tenía cuatro marchas. Aparte del motor, la mayor parte de las piezas se compraban a otras empresas. La producción terminó en 1915, después de que se hubieran construido tan solo unas pocas unidades.
En 1926 fundó la Societá Italiana Applicazioni Trasformazioni Automobilistiche, conocida como Siata. La empresa inicialmente se dedicó a la producción de accesorios y a la preparación y mejora de los motores fabricados por Fiat, relación empresarial que se traduciría en su amistad con Piero Dusio, quien posteriormente fundaría la compañía Cisitalia. En 1929, ambos participarían en las Mille Miglia, quedando en el puesto 25 con un Fiat 521 preparado por Ambrosini.
El éxito de sus potentes y ligeros vehículos se vio frenado temporalmente por la Segunda Guerra Mundial, cuando los talleres de la empresa en la Vía Leonardo da Vinci quedaron reducidos a escombros tras un bombardeo aliado. En esta época, desarrolló un pequeño motor de 48 cc denominado "Cucciolo" adaptable a bicicletas y pequeñas motocicletas, que Ducati vendió después de la guerra con gran éxito.
En 1948 presentó el primer automóvil completamente diseñado por Siata, el Amica, desarrollado sobre la base de un Fiat Topolino 500A, al que siguieron el Siata Daina, el Siata Amica y el exitoso modelo Siata 208S, al que uno de sus famosos compradores estadounidenses, el actor Steve McQueen, llegó a denominar "su pequeño Ferrari".
Tras una fracasada aventura en Argentina, la empresa llegó a ramificarse en España, donde firmó en 1955 un acuerdo con el industrial catalán Esteban Sala Soler por el que se fundó la sociedad Siata Española con el fin de fabricar pequeños automóviles basados en modelos de SEAT, en una planta industrial localizada en la ciudad de Tarragona.